# مارغريت أثرتون
مارغريت أثرتون (بالإنجليزية: Margaret Atherton)‏ هي كاتِبة ومؤرخة وفيلسوفة أمريكية، ولدت في 1943.